# جيمس أرنولد
جيمس أرنولد (2 مارس 1869 في المملكة المتحدة - 26 مارس 1944 في المملكة المتحدة) (بالإنجليزية: James Arnold)‏ هو لاعب كريكت بريطاني وبريطاني (وحمل سابقاً جنسية المملكة المتحدة لبريطانيا العظمى وأيرلندا). لعب مع نادي مقاطعة لانكشر للكريكت ‏.